# 工业桥
工业桥（Ponte dell'Industria）又名“铁桥”（義大利語：Ponte di ferro）是罗马的一座金属桥，长约131米，连接Fluviale门街与安东尼奥·帕奇诺蒂街，位于Ostiense和Portuense区。
该桥由一家比利时公司建于1862-1863年，连接罗马-奇维塔韦基亚铁路与罗马特米尼车站。这家比利时公司在英国完成了桥梁，然后运到罗马，再进行安装。。
1911年，新的特拉斯提弗列车站开通，铁路线迁往上游新建的圣保禄桥。